# ليو زانتيج
ليو زانتيج (بالصينية: 刘婉婷) مواليد 16 فبراير 1989 في بكين، هي لاعبة كرة مضرب صينية بدأت مسيرتها كمحترفة سنة 2006 تلعب باليد اليمنى. أعلى تصنيف لها في الفردي كان المركز الـ 310 في سنة 2007. أعلى تصنيف لها في الزوجي كان المركز الـ 110 في سنة 2012.

## روابط خارجية
- ليو زانتيج على موقع رابطة محترفات التنس (الإنجليزية)
- ليو زانتيج على موقع الاتحاد الدولي لكرة المضرب (الإنجليزية)
- ليو زانتيج على موقع كأس بيلي جين كينغ (الإنجليزية)
- ليو زانتيج على موقع خلاصة التنس.كوم (الإنجليزية)
- ليو زانتيج على موقع اللجنة الأولمبية الصينية (الإنجليزية)